# Рекс Харисон
Сер Рекс Харисон (енгл. Rex Harrison; Хајтон, 5. март 1908 — Њујорк, 2. јун 1990) био је енглески глумац.